# 국민회 (1945년)
국민회(國民會)는 1945년 9월에 경상남도 창원시의 마산 창동 공락관에서 건국준비위원회를 탈퇴하고 결성된 우익단체로 미군정에 적극 협조하였다.
이들은 1945년 8월 17일에 결성된 마산지역의 건국준비위원회의 참여한 사람들이였다. 마산건준에는 사회주의자, 무정부주의자, 친일파 출신들이 대거 참여했었다. 마산건준에서 진보적인 성향의 인물들이 핵심 요직을 독점하자 친일인사와 무정부주의자들이 대거 탈퇴하는 사건이 일어난다. 탈퇴한 세력들은 한민회라는 조직을 만들었고 한민회는 미군정에 적극 협조하였다. 한민회는 이후 국민회(國民會)로 명칭을 변경하게 된다.  국민회는 마산지역의 대표적인 우익단체로 성장한다. 국민회(國民會)는 자유당 창당에 참여한 세력 중 하나이다.
1950년 7월 15일 한국전쟁 시기 마산에서 민간인학살을 주도한 것으로 의심되고 있다.